# Israel A. Smith

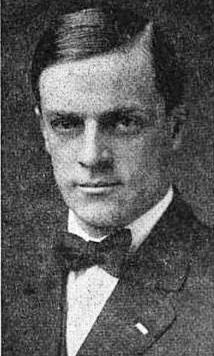
Israel A. Smith

Israel Alexander Smith (* 2. Februar 1876 in Plano, Illinois; † 14. Juni 1958) war der vierte Sohn von Joseph Smith III und ein Enkel von Joseph Smith. Israel A. Smith war der Nachfolger seines Bruders Frederick M. Smith als Präsident der Gemeinschaft Christi. Er wurde am 9. April 1946 als Präsident ordiniert.

## Leben und Karriere
Smith war der dritte Sohn und das vierte Kind von Joseph Smith III und seiner zweiten Frau Bertha Madison. 1881 zog er mit seiner Familie nach Lamoni. Dort war eine Kolonie von Mormonen der Gemeinschaft Christi. Er besuchte die Graceland University in den Jahren 1898 bis 1900. Danach bekam er einen B.A. in Rechtslehre von der Lincoln-Jefferson University in Hammond. Von 1911 bis 1913 saß er als Abgeordneter der Republikanischen Partei im Repräsentantenhaus von Iowa.
Sein Bruder Frederick wurde Präsident der Kirche im Jahre 1914. Smith wurde Ratgeber in der Präsidierenden Bischofschaft im Jahre 1920. Im Jahre 1922 glaubten viele, das sein Bruder ihn in die Erste Präsidentschaft der Kirche berufen würde, da ein Platz frei wurde. Doch Frederick wählte stattdessen Floyd M. McDowell. Frederick wollte auch die Kontrolle über die gesamte Kirche besitzen. Jedoch war Israel dagegen, da dies nicht der Lehre ihres Vaters entsprechen würde. Deshalb wurde Israel im Jahre 1925 wieder von seinem Amt in der Kirche entlassen.
Währenddessen kam es zu Spannungen in der Kirche wegen Fredericks Führungsstil. Viele Mitglieder wie etwa Otto Fetting, verließen die Kirche und traten der Kirche Christi (Temple Lot) bei. Von 1929 bis 1940 amtierte Israel als Generalsekretär der Kirche und im Jahre 1940 wurde er letztlich als erster Ratgeber in die Erste Präsidentschaft berufen. Frederick wählte Israel zu dieser Zeit auch als seinen Nachfolger aus. Im Jahre 1946, nach Fredericks Tod, wurde Israel der Präsident der Kirche.
Nach dem Ende des Zweiten Weltkriegs wuchs die Kirche im Ausland. 1950 besuchte Smith die Mitglieder im pazifischen Raum: in Hawaii, Australien, Neuseeland und Tahiti. Im Jahr 1952 besuchte er die Mitglieder in Europa.
Smith starb bei einem Autounfall am 14. Juni 1958. Nach seinem Tod funktionierte die Erste Präsidentschaft weiter mit den zwei Ratgebern W. Wallace Smith und F. Henry Edwards. Bei einer Weltkonferenz wurde W. Wallace Smith zu seinem Nachfolger bestimmt.

## Referenzen
- Norma Derry Hiles, Gentle Monarch: The Presidency of Israel A. Smith, Herald House: 1991.
- Richard P. Howard, The Church Through the Years, Herald House: 1992.